# نرخ جریان گرما
نرخ جریان گرما، مقدار گرمایی می باشد که در واحد زمان در برخی از مواد منتقل می شود. واحد آن معمولا بر حسب وات (ژول بر ثانیه) اندازه گیری می شود. گرما، جریان انرژی حرارتی می باشد که بدلیل عدم تعادل حرارتی، هدایت می شود، بنابراین اصطلاح (جریان گرما) یک لفظ است، یعنی یک (پلئوناسم). گرما را نباید با انرژی گرمایی ذخیره شده اشتباه کرد و انتقال یک جسم داغ از مکانی به مکان دیگر را نباید انتقال حرارت نامید. با این حال، معمولا (جریان گرما) را به معنای (محتوای گرما) می نامند.
معادله جریان گرما توسط قانون هدایت حرارتی فوریه به دست می آید و عبارت است از :
نرخ جریان گرما = - (ضریب انتقال حرارت) * (مساحت صفحه) * (تغییرات دمایی) / (طول جسم)
رابطه نرخ جریان گرما عبارت است از :
{\displaystyle {\frac {Q}{\Delta t}}=-kA{\frac {\Delta T}{\Delta x}}}
که در آن :
- {\displaystyle Q} انتقال گرما بر حسب انرژی (ژول)،
- {\displaystyle \Delta t} مدت زمان صرف شده،
- {\displaystyle \Delta T} تغییرات دمایی بین صفحات سرد و گرم،
- {\displaystyle \Delta x} ضخامت ماده ( بین صفحات سرد و گردم)،
- {\displaystyle k} ضریب انتقال حرارت هدایت حرارتی،
- {\displaystyle A} مساحت سطح که گرما را انتقال می دهد،

اگر یک قطعه با سطح مقطع {\displaystyle A} و ضخامت {\displaystyle \Delta x} با اختلاف دمای {\displaystyle \Delta T} بین صفحه ای باشد و گرم میان این دو صفحه جریان یابد، نرخ جریان گرما {\displaystyle {\frac {Q}{\Delta t}}}، برای {\displaystyle Q} کم و {\displaystyle \Delta t} کم، متناسب است با {\displaystyle A\times {\frac {\Delta T}{\Delta x}}}. در ضخامت بسیار کم با اختلاف دمای{\displaystyle \Delta T}رابطه بصورت {\displaystyle H=-kA({\frac {\Delta T}{\Delta x}})} است که در آن {\displaystyle H=({\frac {Q}{\Delta t}})}, نرخ زمانی جریان گرما در مساحت {\displaystyle A} است. {\displaystyle {\frac {\Delta T}{\Delta x}}} گرادیان دمایی در اطراف جسم است و {\displaystyle k}، ثابت تناسب و ضریب انتقال حرارت جسم است. مردم در اغلب اوقات از {\displaystyle k}،{\displaystyle \lambda } یا در زبان یونانی از {\displaystyle \kappa } برای نشان دادن این ثابت استفاده می کنند. علامت منفی به این خاطر است که سرعت جریان گرما همیشه منفی است - گرما از سمت با دمای بالاتر به سمت با دمای پایین تر جریان می یابد و نه خلاف آن.